# Madelief (televisieserie)
Madelief is een Nederlandstalige kinderserie van Ineke Houtman gebaseerd op de boeken van Guus Kuijer. De serie bestaat uit 3 seizoenen met in totaal 21 afleveringen.
Het eerste seizoen bestaat uit 11 afleveringen en werd bij de VPRO uitgezonden in televisieseizoen 1993-1994. Dit seizoen was gebaseerd op het boek Met de poppen gooien. De afleveringen draaien vooral om Madelief die met haar vrienden Roos en Jan-Willem dingen meemaken op hun eigen manier. Het tweede seizoen van Madelief bestaat uit 6 afleveringen en werd uitgezonden in 1995-1996. Hier lag het programma al iets meer op het drama en op het leven van Madelief in een nieuwe stad. Dit seizoen is gebaseerd op de boeken Grote mensen, daar kan je beter soep van koken en Op je kop in de prullenbak. Uiteindelijk mondde de televisieserie uit in een speelfilm die gebaseerd was op het gelijknamige boek: Madelief, krassen in het tafelblad (1998). Deze film werd in 1999 uitgezonden als 4-delige miniserie onder dezelfde titel als de film Madelief: krassen in het tafelblad.
Acteurs in de serie en speelfilm waren onder meer Madelief Verelst als Madelief, Damien Hope als Robbie de Rover, Margo Dames als de moeder van Madelief, Rijk de Gooyer als de opa van Madelief en Victor Löw als meester cowboy.
De eerste serie werd opgenomen in de wijk Kattenbroek in Amersfoort.